# Al-Hakim bi-Amr Allah
Abū ʿAlī al-Mansūr, (Arabisch: ابو علي المنصور), met de bijnaam al-Hākim bi Amr al-Lāh, Arabisch: الحاكم بأمر الله; letterlijk "Heerser in opdracht van God"), (3 augustus 985 - verdwenen 13 of 23 februari 1021) was de zesde sjiitische Fatimidische kalief in Egypte. Zijn bewind duurde van 996 tot 1021 en zorgde voor een zwarte bladzijde in de geschiedenis van de Fatimiden. Hij was berucht om zijn wreedheden en de vernietiging van de Heilig Grafkerk in 1009.

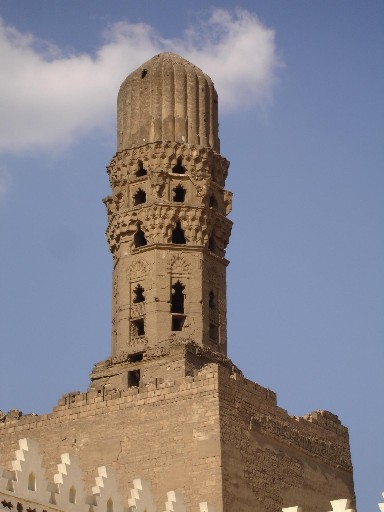
De Al-Hakim moskee in Caïro

Zijn bewind was verder om verschillende redenen opmerkelijk: de jonge leeftijd - elf - waarop hij zijn vader, Abū Mansūr Nizār al-ʿAzīz opvolgde als kalief en de klaarblijkelijke politieke stabiliteit, waar de succesvolle machtsoverdracht op wijst; zijn uitbreiding van het Fatimidische rijk over het emiraat van Aleppo; zijn belang als een centrale figuur in de Druzische religie en vooral omwille van willekeur en tirannie, die de bedoeling hadden de sjiitisch-esoterische leringen, waartoe de Fatimidenheersers zich bekenden, zo consequent mogelijk door te voeren. Vooral christenen en joden hadden van zijn strengheid te lijden. Vele koptische monniken vluchtten tijdens zijn bewind naar Nubië, waar ze een extra impuls gaven aan het religieuze leven. De christenen kregen in 1013 als concessie aan de Byzantijnse keizer toestemming te emigreren naar het Byzantijnse Rijk.
In de latere jaren van zijn leven stemde hij erin toe zich als een godheid te laten vereren door fanatieke sjiieten. Hij kwam hierdoor in conflict met de bevolking en is ten slotte in 1021 op geheimzinnige wijze verdwenen. Deze geheimzinnige verdwijning vertoont een gelijkenis met de verdwijning van de mahdi. Een van zijn aanhangers, Darazi, nam de vlucht naar Libanon, waar hij de sekte der druzen stichtte, die thans nog in al-Hakims goddelijkheid geloven.
Al-Hakim werd opgevolgd door Abu Hashim 'Ali al-Zahir.